# Rafael Furcal
Rafael Antonio Furcal (Loma de Cabrera, 24 ottobre 1977) è un ex giocatore di baseball dominicano.

## Carriera

### Minor League
Rafael Furcal, dopo aver frequentato la Jose Cabrera High School, firmò come free agent non selezionato con gli Atlanta Braves il 9 novembre 1997.
Iniziò nello stesso anno, con i Gulf Coast Braves rookie, chiudendo con .258 alla battuta, .335 in base, un fuoricampo, 9 RBI, 31 punti "run", 15 basi rubate in 50 partite. Nel 1998 giocò con i Danville Braves rookie, finendo con .328 alla battuta, .412 in base, nessun fuoricampo, 23 RBI e 56 punti 60 basi rubate in 66 partite.
Nel 1999 giocò con due squadre finendo con .322 alla battuta, .392 in base, un fuoricampo, 41 RBI, 105 punti, 96 basi rubate in 126 partite. Nel 2000 giocò con i Greenville Braves AA solamente 3 partite, finendo con .200 alla battuta, .273 in base, un fuoricampo, 3 RBI, un punto e nessuna base rubata.
Nel 2007 giocò solo 2 partite con gli Inland Empire 66ers singolo A avanzato, terminando con .167 alla battuta e .375 in base senza fuoricampo e una base rubata. Nel 2008 giocò una partita con i Las Vegas 51s AAA finendo con .333 alla battuta, .333 in base, fuoricampo, un RBI e nessuna base rubata.
Nel 2010 giocò con due squadre finendo con .333 alla battuta, .500 in base, un fuoricampo, 4 RBI, 3 punti e nessuna base rubata in 4 partite. Nel 2011 giocò con due squadre finendo con .343 alla battuta, .439 in base, un fuoricampo, 7 RBI, 12 punti e una base rubata in 10 partite.

### Carriera in Major League

#### Atlanta Braves (2000-2005)
Un infortunio dell'interbase dei Braves Walt Weiss, poco prima dell'inizio della stagione 2000 spalancò le porte della MLB per Furcal che, provenendo ancora da una squadra della Minor League, si ritrovò incredibilmente catapultato nel mondo delle Majors americane. Debuttò nella MLB il 4 aprile 2000 contro i Colorado Rockies: in 4 turni di battuta collezionò ben 2 valide (la prima valida in MLB la batté contro il lanciatore Rolando Arrojo). Finì la stagione con .295 alla battuta, .394 in base, 4 fuoricampo, 37 RBI, 87 punti, 40 basi rubate (5° della National League), 191 eliminazioni di cui 72 doppie, 360 assist, un errore da seconda base e 23 errori da interbase in 131 partite di cui 118 da titolare. Nel 2001 chiuse con .275 alla battuta, .321 in base, 4 fuoricampo. 30 RBI, 39 punti, 22 basi rubate, 126 eliminazioni di cui 49 doppie, 224 assist e 11 errori da interbase in 79 partite tutte da titolare.
Nel 2002 chiuse con .275 alla battuta, .323 in base, 8 fuoricampo, 47 RBI, 95 punti, 175 valide (10° della NL), 8 triple (2° nella NL), 27 basi rubate, 252 eliminazioni di cui 116 doppie, 478 assist e 27 errori da interbase in 154 partite di cui 151 da titolare. Nel 2003 finì15 fuoricampo, con .292 alla battuta, .352 in base, 61 RBI, 130 punti (3° nella NL), 25 basi rubate (7° nella NL), 194 valide (4° nella NL), 10 triple (1° nella NL), 237 eliminazioni di cui 108 doppie, 481 assist e 31 errori da interbase in 156 partite di cui 154 da titolare.
Nel 2004 chiuse con .279 alla battuta, .344 in base, 14 fuoricampo, 59 RBI, 103 punti, 29 basi rubate (9° nella NL), 190 eliminazioni di cui 101 doppie, 411 assist e 24 errori da interbase in 143 partite di cui 130 da titolare. Nel 2005 finì con .284 alla battuta, .348 in base, 12 fuoricampo, 58 RBI, 100 punti (9° nella NL), 46 basi rubate (3° nella NL), 11 triple (3° nella NL), 255 eliminazioni di cui 119 doppie, 504 assist e 15 errori da interbase in 154 partite di cui 152 da titolare. Il 31 ottobre divenne per la prima volta free agent.

#### Los Angeles Dodgers (2006-2011)

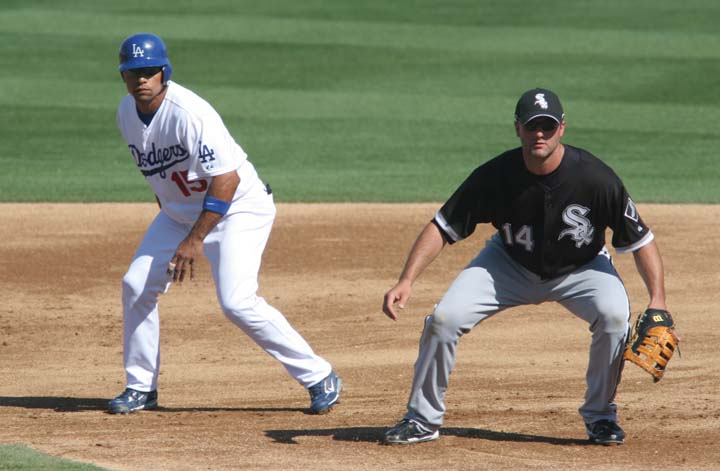
Furcal (a sinistra) con il prima base dei White Sox Paul Konerko durante gli "spring training" del 2008.

Il 19 dicembre 2005, Furcal firmò un contratto triennale con i Los Angeles Dodgers per un totale di 28 milioni di dollari. Terminò la stagione 2006 finendo con .300 alla battuta, .369 in base, 15 fuoricampo, 63 RBI, 113 punti (10° nella NL), 37 basi rubate (7° nella NL), 196 valide (5° nella NL), 9 triple (9° nella NL), 269 eliminazioni di cui 117 doppie, 492 assist e 27 errori da interbase in 159 partite di cui 156 da titolare.
Nel 2007 finì con .270 alla battuta, .333 in base, 6 fuoricampo, 47 RBI, 87 punti, 25 basi rubate, 241 eliminazioni di cui 99 doppie, 426 assist e 19 errori da interbase in 138 partite tutte da titolare. Nel 2008 finì con .357 alla battuta, .439 in base, 5 fuoricampo, 16 RBI, 34 punti, 8 basi rubate, 46 eliminazioni di cui 17 doppie, 92 assist e 4 errori da interbase in 36 partite di cui 35 da titolare. Il 3 novembre 2008 divenne free agent. Il 19 dicembre 2008, Furcal rifirmò un contratto triennale per un totale di 30 milioni di dollari..
Nel 2009 finì con .269 alla battuta, .335 in base, 9 fuoricampo, 47 RBI, 92 punti, 12 basi rubate, 187 eliminazioni di cui 76 doppie, 419 assist e 20 errori da interbase in 150 partite di cui 141 da titolare. Nel 2010 finì con .300 alla battuta, .366 in base, 8 fuoricampo, 43 RBI, 66 punti, 7 triple (8° nella NL), 22 basi rubate, 127 eliminazioni di cui 47 doppie, 275 assist e 19 errori da interbase in 97 partite di cui 91 da titolare.
Nel 2011 prima di esser ceduto ai St. Louis Cardinals chiuse con .197 alla battuta, .272 in base, un fuoricampo, 12 RBI, 15 punti, 5 basi rubate, 57 eliminazioni di cui 18 doppie, 95 assist e 4 errori da interbase in 37 partite di cui 36 da titolare.

#### St. Louis Cardinals (2011-2012)
Il 31 luglio 2011 venne preso dai Los Angeles Dodgers insieme a soldi in cambio di Alex Castellanos. Finì la stagione con .255 alla battuta, .316 in base, 7 fuoricampo, 16 RBI, 29 punti, 4 basi rubate, 73 eliminazioni di cui 36 doppie, 155 assist e 10 errori da interbase in 50 partite di cui 47 da titolare. Nel 2012 firmò per due anni a 13 milioni di dollari. Chiuse con .264 alla battuta, .325 in base, 5 fuoricampo, 49 RBI, 69 punti, 12 basi rubate, 173 eliminazioni di cui 68 doppie, 349 assist e 15 errori da interbase in 121 partite di cui 116 da titolare. Il 31 ottobre 2013 divenne free agent.

#### Miami Marlins (2014)
Il 6 dicembre 2013 firmò con i Miami Marlins per un anno a 3,5 milioni di dollari. Iniziò la stagione sulla lista infortuni dei (15 giorni) a causa di uno stiramento all'hamstring sinistro.
Ha giocato la sua ultima partita il 21 giugno 2014.

## Vittorie
- World Series (2011)
- Campione della National League (2011).

## Premi
- (3) All-Star (2003, 2010, 2012)
- Rookie dell'anno della National League (2000)
- MLB Players Choice Outstanding Rookie della National League (2000)
- MLB.Com Play of the Year (2003)
- Giocatore della settimana della National League (6/07/2010)
- Futures Game Selection (1999)
- Caribbean Series All-Star (2008)

### Numeri di maglia indossati
- nº 1 con gli Atlanta Braves (2000-2005)
- n° 15 con i Los Angeles Dodgers (2006-2011)
- n° 15 con i St. Louis Cardinals (2011-2012)
- n° 15 con i Miami Marlins (2014)